# سامسونج
مجموعة سامسونج (الكورية: 삼성)، (بالإنجليزية: Samsung)، هي تكتل كوري جنوبي متعدد الجنسيات يقع مقره الرئيسي في سامسونغ تاون، سيول. تتألف سامسونغ من عدة شركات تابعة، معظمها تعمل تحت العلامة التجارية سامسونغ، وتعتبر أكبر شركة تجارية في كوريا الجنوبية (تشايبول).
تأسست سامسونغ على يد إي بيونغ تشول في عام 1938 كشركة تجارية. خلال العقود الثلاثة التالية، تنوعت أنشطة الشركة لتشمل معالجة الأغذية، المنسوجات، التأمين، الأوراق المالية، وتجارة التجزئة. في أواخر الستينيات، دخلت سامسونغ مجال الإلكترونيات، وتوسعت إلى صناعات البناء وبناء السفن في منتصف السبعينيات، ما عزز نموها المستقبلي. بعد وفاة إي بيونغ تشول في عام 1987، انقسمت سامسونغ إلى خمس مجموعات تجارية: مجموعة سامسونغ، شينسيغاي، سي جيه، هانسول، وجونغ أنغ إلبو. ومع حلول التسعينيات، أصبحت سامسونغ أكثر عولمة، خاصة في مجال الإلكترونيات، حيث أصبحت الهواتف المحمولة وأشباه الموصلات مصدرًا رئيسيًا للإيرادات. بحلول عام 2020، احتلت سامسونغ المرتبة الثامنة بين العلامات التجارية الأعلى قيمة عالميًا.
من أبرز الشركات الصناعية التابعة لسامسونغ: سامسونغ للإلكترونيات (أكبر شركة تقنية من حيث الإيرادات في عام 2017)، سامسونغ للصناعات الثقيلة (ثاني أكبر شركة لبناء السفن في العالم في عام 2010)، سامسونغ الهندسية، وسامسونغ للبناء والتجارة. وتشمل الشركات الأخرى سامسونغ للتأمين على الحياة، سامسونغ إيفرلاند، وشيل ورلدوايد، التي تعتبر واحدة من أكبر وكالات الإعلانات العالمية.
تلعب سامسونغ دورًا كبيرًا في الاقتصاد والسياسة والإعلام والثقافة في كوريا الجنوبية، كما كانت القوة الدافعة الرئيسية وراء ما يعرف بـ معجزة نهر الهان. حيث تسهم الشركات التابعة لسامسونغ بحوالي خمس صادرات كوريا الجنوبية، وتشكل إيراداتها ما يعادل 17٪ من الناتج المحلي الإجمالي للبلاد.
تعمل سامسونغ في أكثر من 58 دولة، بما فيها بعض الدول العربية، مثل الأردن، وتوظف أكثر من 254,000 عامل. وتتنوع أنشطتها بين البحث والتطوير في مجالات شبه الموصلات، الاتصالات، الأجهزة المنزلية، شاشات الحاسوب، والشاشات الكبيرة. كما تعتبر سامسونغ ثاني أكبر مصنع للهواتف المحمولة في العالم.
تعرف سامسونغ أيضًا بابتكاراتها المستمرة في مجال أشباه الموصلات، حيث تحتفظ بمكانتها كأكبر منتج لبطاقات الذاكرة العشوائية منذ عام 1992، كما تتصدر إنتاج شاشات TFT-LCD وتقنيات الاتصالات المتعددة.
تبلغ إيرادات سامسونغ مليارات الدولارات سنويًا، ما يجعلها واحدة من أسرع العلامات التجارية نموًا في العالم.

## علم أصول الكلمات
وفقا لمؤسس سامسونج، معنى الكورية هانجا كلمة سامسونج (三星) هو «النجوم الثلاثة». تمثل كلمة «ثلاثة» شيئًا «كبيرًا ومتعددًا وقويًا»  بينما «النجوم» تعني الأبدية أو الأبدية، مثل النجوم في السماء.

## التاريخ

### 1938-1970
في عام 1938، خلال فترة حكم اليابان في كوريا، انتقل لي بيونغ شول (1910–1987) من عائلة كبيرة من ملاك الأراضي في مقاطعة يورييونغ إلى مدينة داغو القريبة وأسس شركة ميتسوبوشي للتبادل التجاري (三星 商会(Kabushiki gaisha Mitsuboshi Shōkai))، أو Samsung Sanghoe (주식회사 삼성 상회). بدأت شركة سامسونج كشركة تجارية صغيرة تضم أربعين موظفًا في سو-دونج (الآن انغيو-دونغ).  كانت تتعامل مع الأسماك المجففة،  البقالة والمعكرونة المزروعة محليًا. ازدهرت الشركة ونقل لي مكتبها الرئيسي إلى سيول في عام 1947. عندما اندلعت الحرب الكورية، اضطر لمغادرة سيول. بدأ معمل لتكرير السكر في بوسان اسمه شيل جيدانغ. في عام 1954، أسس لي شركة شيل موجيك وقام ببناء المصنع في شيمسان-دونج، داغو. كانت أكبر مطحنة صوف في البلاد على الإطلاق.
تنوعت سامسونج في العديد من المجالات المختلفة. سعى لي لتأسيس شركة سامسونج كشركة رائدة في مجموعة واسعة من الصناعات. انتقلت سامسونج إلى مجالات عمل مثل التأمين والأوراق المالية وتجارة التجزئة.
في عام 1947، قام تشو هونغ جاي، مؤسس مجموعة هيوسونج، بالاستثمار في شركة جديدة تسمى سامسونج مولسان جونجسا، أو شركة سامسونج للتجارة والتبادل، مع مؤسس سامسونج لي بيونغ شول، نمت الشركة التجارية لتصبح اليوم شركة سامسونج سي أند تي. بعد بضع سنوات، انفصل تشو ولي بسبب الاختلافات في أسلوب الإدارة. أراد تشو 30 حصة من الأسهم. تم تقسيم مجموعة سامسونج إلى مجموعة سامسونج ومجموعة هيوسونج وهانكوك تاير وغيرها من الشركات.
في أواخر الستينيات، دخلت مجموعة سامسونج صناعة الإلكترونيات. وشكلت العديد من الأقسام المتعلقة بالإلكترونيات، مثل أجهزة سامسونج للإلكترونيات وسامسونج إلكترو-ميكانيك وسامسونج كورنينج وسامسونج أشباه الموصلات والااتصالات السلكية واللاسلكية، وجعلت المنشأة في سوون. كان أول منتج لها جهاز تلفزيون بالأبيض والأسود.

### 1970-1990
كان أس بي سي-1000، الذي تم تقديمه في عام 1982، أول كمبيوتر شخصي من سامسونج (يباع في السوق الكورية فقط) واستخدم شريط كاسيت صوتي لتحميل البيانات وحفظها - كان محرك الأقراص المرنة اختياريًا.

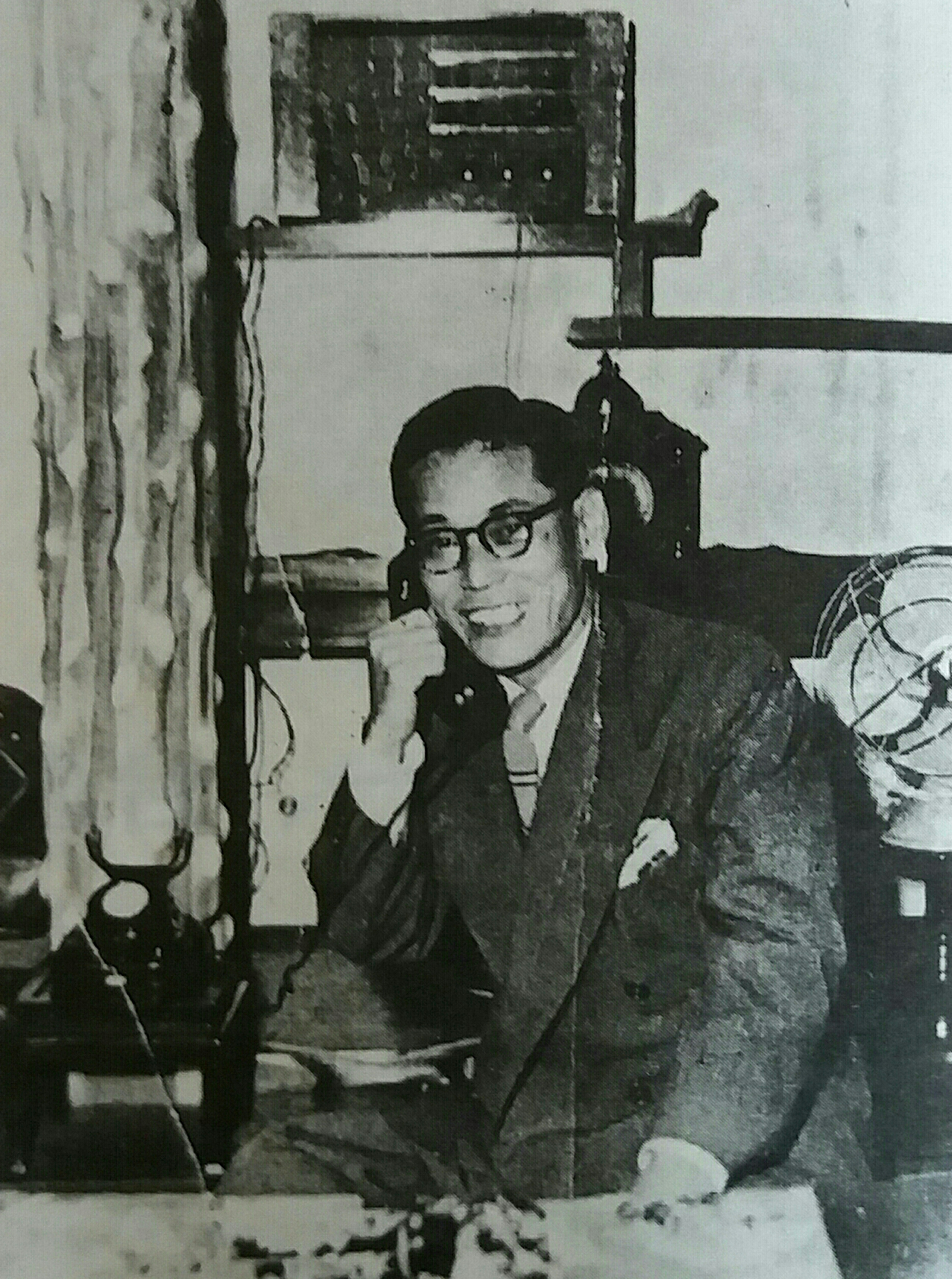
لي بيونغ-شول

في عام 1980، استحوذت سامسونج على هانجوك جيونجا تونجسين ومقرها غومي ودخلت في أجهزة الاتصالات. كانت منتجاتها المبكرة عبارة عن لوحات مفاتيح. تم تطوير المنشأة إلى أنظمة تصنيع الهاتف والفاكس وأصبحت مركزًا لتصنيع الهواتف المحمولة من سامسونج. لقد أنتجوا أكثر من 800 مليون هاتف محمول حتى الآن.  جمعتهم الشركة معًا تحت سامسونج للإلكترونيات في الثمانينيات.
بعد وفاة لي، مؤسس الشركة في عام 1987، تم تقسيم مجموعة سامسونج إلى خمس مجموعات تجارية - مجموعة سامسونج ومجموعة شينسيجاي ومجموعة سي جي ومجموعة هانسول ومجموعة جونج أنج.  شينسيجاي (متجر خصومات، متجر متعدد الأقسام) كانت في الأصل جزءًا من مجموعة سامسونج، وتم فصلها في التسعينيات عن مجموعة سامسونج جنبًا إلى جنب مع مجموعة سي جي (أغذية / مواد كيميائية / ترفيه / لوجستيات)، مجموعة هانسول (ورق / اتصالات)، ومجموعة جونج أنج (ميديا). اليوم هذه المجموعات المنفصلة مستقلة وليست جزءًا من مجموعة سامسونج أو مرتبطة بها. علق أحد ممثلي مجموعة هانسول قائلا «فقط الأشخاص الذين يجهلون القوانين التي تحكم عالم الأعمال يمكنهم تصديق شيء سخيف للغاية»، مضيفًا، «عندما انفصلت هانسول عن مجموعة سامسونج في عام 1991، قطعت جميع ضمانات الدفع وعلاقات الأسهم مع الشركات التابعة لشركة سامسونج». أكد أحد مصادر مجموعة هانسول أن «هانسول وشينسيجاي وسي جي كانوا تحت إدارة مستقلة منذ انفصالهم عن مجموعة سامسونج». قال أحد المديرين التنفيذيين لمتجر شينسيجاي، «شينسيجاي ليس لديها ضمانات دفع مرتبطة بمجموعة سامسونج».
في الثمانينيات، بدأت شركة مجموعة سامسونج في الاستثمار بكثافة في البحث والتطوير، وهي استثمارات كانت محورية في دفع الشركة إلى صدارة صناعة الإلكترونيات العالمية. في عام 1982، قامت ببناء مصنع لتجميع التلفزيون في البرتغال؛ في عام 1984، مصنع في نيويورك؛ في عام 1985، مصنع في طوكيو؛ في عام 1987، منشأة في إنجلترا؛ ومنشأة أخرى في أوستن، تكساس، في عام 1996. اعتبارًا من عام 2012، استثمرت سامسونج أكثر من13 مليون دولار أمريكي في منشأة أوستن، والتي تعمل تحت اسم سامسونج أوستين لأشباه الموصلات. هذا يجعل موقع أوستن أكبر استثمار أجنبي في تكساس وواحد من أكبر الاستثمارات الأجنبية الفردية في الولايات المتحدة.

### 1990-2000
بدأت شركة سامسونج في الصعود كشركة دولية في التسعينيات. حصل فرع البناء في سامسونج على عقود لبناء أحد برجي بتروناس في ماليزيا، تايبيه 101 في تايوان وبرج خليفة في الإمارات العربية المتحدة.  في عام 1993، باع لي كون -هي عشر شركات تابعة لمجموعة سامسونج، وقلص حجم الشركة، ودمج عمليات أخرى للتركيز على ثلاث صناعات: الإلكترونيات، والهندسة، والكيماويات. في عام 1996، استعادت مجموعة سامسونج مؤسسة جامعة سونغكيونكوان.
أصبحت سامسونج أكبر منتج لرقائق الذاكرة في العالم في عام 1992 وهي ثاني أكبر شركة لتصنيع الرقائق في العالم بعد شركة انتل (انظر تصنيف أفضل 20 سوقًا لأشباه الموصلات على مستوى العالم عامًا بعد عام).  في عام 1995، أنشأت أول شاشة عرض بلورية سائلة. بعد عشر سنوات، نمت سامسونج لتصبح أكبر شركة مصنعة للوحات شاشات الكريستال السائل في العالم. اتصلت شركة سوني، التي لم تستثمر في شاشات TFT-LCD كبيرة الحجم، بشركة سامسونج للتعاون، وفي عام 2006، تم تأسيس S-LCD كمشروع مشترك بين سامسونج وسوني من أجل توفير إمدادات ثابتة من لوحات أل سي دي لكلا المصنعين. كانت S-LCD مملوكة لشركة سامسونغ (50٪ زائد سهم واحد) وسوني (50٪ ناقص سهم واحد) وتدير مصانعها ومنشآتها في تانجونج، كوريا الجنوبية. اعتبارًا من 26 ديسمبر 2011، أُعلن أن سامسونج قد استحوذت على حصة سوني في هذا المشروع المشترك.
بالمقارنة مع الشركات الكورية الكبرى الأخرى، نجت سامسونج من الأزمة المالية الآسيوية عام 1997 دون أن تصاب بأذى نسبيًا. ومع ذلك، تم بيع موتور سامسونج لشركة رينولت بخسارة كبيرة.اعتبارًا من عام 2010، أصبحت رينولت سامسونغ مملوكة بنسبة 80.1 بالمائة لشركة رينولت و 19.9 بالمائة مملوكة لشركة سامسونج. بالإضافة إلى ذلك، صنعت سامسونج مجموعة من الطائرات من الثمانينيات إلى التسعينيات. تأسست الشركة في عام 1999 تحت اسم شركة كوريا لصناعات الطيران (KAI)، نتيجة اندماج بين ثلاثة أقسام طيران رئيسية محلية في ذلك الوقت وهي سامسونج للطيران وداوهو للصناعات المكثفة وشركة هيونداي للطيران والفضاء. ومع ذلك، لا يزال سامسونج يقوم بتصنيع محركات الطائرات وتوربينات الغاز.

### 2000 إلى الوقت الحاضر
في عام 2000، افتتحت سامسونج مركز تطوير في وارسو، بولندا. بدأ عملها بتقنية فك التشفير قبل الانتقال إلى التلفزيون الرقمي والهواتف الذكية. تم تطوير منصة الهواتف الذكية مع الشركاء، وتم إطلاقها رسميًا مع خط سامسونج سولستيس الأصلي  من الأجهزة والمشتقات الأخرى في عام 2008، والتي تم تطويرها لاحقًا إلى خط سامسونج جالاكسي من الأجهزة بما في ذلك تطبيقات الملاحظات (note) وتطبيق مايكروسوفت إدج (Microsoft Edge) ومنتجات أخرى.
في عام 2010، أعلنت شركة سامسونج عن إستراتيجية نمو مدتها عشر سنوات تتمحور حول خمس شركات.  وكان من هذه الشركات أن تركز على المستحضرات الصيدلانية البيولوجية، التي التزمت ₩ 2.100.000.000.000.
في الربع الأول من عام 2012، أصبحت سامسونج للإلكترونيات أكبر صانع للهواتف المحمولة في العالم من حيث مبيعات الوحدات، متجاوزةً شركة نوكيا، التي كانت الشركة الرائدة في السوق منذ عام 1998.
في 24 أغسطس 2012، حكم تسعة محلفين أميركيين بأن شركة سامسونج يجب أن تدفع لشركة آبل 1.05 مليار دولار كتعويض لانتهاكها ست براءات اختراع لتكنولوجيا الهواتف الذكية. كانت الجائزة لا تزال أقل من 2.5 مليار دولار التي طلبتها شركة آبل. كما قضى القرار بأن شركة آبل لم تنتهك براءات اختراع سامسونج الخمس المذكورة في القضية.  شجبت سامسونج القرار قائلة إن هذه الخطوة قد تضر بالابتكار في هذا القطاع.  كما جاء في أعقاب حكم كوري جنوبي ينص على أن كلتا الشركتين مذنبتان بانتهاك حقوق الملكية الفكرية لبعضهما البعض.  في أول تداول بعد الحكم، تراجعت أسهم سامسونج في مؤشر كوسبي بنسبة 7.7٪، وهو أكبر انخفاض منذ 24 أكتوبر 2008، إلى 1,177,000 وون كوري.  سعت شركة آبل بعد ذلك إلى حظر مبيعات ثمانية هواتف سامسونج (جالاكسي اس 4G وجالاكسي اس 2 إي تي أند تي وجالاكسي اس 2 سكايروكيت وجالاكسي اس 2 تي-موبايل وجالاكسي اس 2 ايبيك 4G وجالاكسي اس شاوكايس ودرويد شارج وجالاكسي بريفيل) في الولايات المتحدة  الذي نفته المحكمة.
في عام 2015، حصلت سامسونج على براءات اختراع أمريكية أكثر من أي شركة أخرى - بما في ذلك أي بي أم وجوجل وسوني ومايكروسوفت وآبل. حصلت الشركة على 7679 براءة اختراع خدمات حتى 11 ديسمبر.
تم طرح الهاتف الذكي جالاكسي نوت 7 للبيع في 19 أغسطس 2016.ومع ذلك، في أوائل سبتمبر 2016، علقت سامسونج مبيعات الهاتف وأعلنت عن استدعاء غير رسمي. حدث ذلك بعد أن كانت بعض وحدات الهواتف بها بطاريات بها خلل تسبب في إنتاج حرارة زائدة، مما أدى إلى نشوب حرائق وانفجارات. استبدلت سامسونج الوحدات المسترجعة من الهواتف بإصدار جديد؛ ومع ذلك، اكتشف لاحقًا أن الإصدار الجديد من جالاكسي نوت 7 يحتوي أيضًا على عيب في البطارية. استدعت شركة سامسونج جميع هواتف جالاكسي نوت 7 الذكية في جميع أنحاء العالم في 10 أكتوبر 2016، وأنهت إنتاج الهاتف نهائيًا في اليوم التالي.
في عام 2018، أطلقت سامسونج أكبر منشأة تصنيع للهواتف المحمولة في العالم في نويدا، الهند، مع ضيف الشرف بما في ذلك رئيس الوزراء الهندي ناريندرا مودي

## الانقسامات المجزأة

### سامسونج تيكوين
تيشوين سامسونج والمدرجة في بورصة كوريا الصرف (رقم 012450)، مع أنشطتها الرئيسية ويجري تطوير وتصنيع المراقبة، الطيران، الإلكترونيات الضوئية، أتمتة وتكنولوجيا الأسلحة. تم الإعلان عن بيعها إلى مجموعة هانوها في ديسمبر 2014  وتم الانتهاء من الاستحواذ في يونيو 2015.

### سامسونج تاليس
شركة سامسونج تاليس المحدودة (المعروفة حتى عام 2001 باسم سامسونج تومسن-سي أس أف سي أو. أل تي دي.) كانت مشروعًا مشتركًا بين سامسونج تيتشوين وشركة تاليس للدفاع والفضاء ومقرها فرنسا. تأسست عام 1978 ومقرها سيول.  تم نقل مشاركة سامسونج إلى مجموعة هانواه كجزء من صفقة تيتشوين.

### شركة سامسونج للكيماويات العامة
بيعت ل هانواه، ثم تم بيع قسم كيميائي آخر لشركة لوتت في عام 2016

### إجمالي سامسونج
كانت سامسونغ توتال مشروعًا مشتركًا بنسبة 50/50 بين سامسونغ ومجموعة النفط الفرنسية توتال إس إيه (وبشكل أكثر تحديدًا، سامسونغ جنرال كيميكالز وتوتال بتروكيماويات) ورثت مجموعة هانواه حصة سامسونج في استحواذها على سامسونج للكيمياء العامة.

## قائمة الرؤساء
1. لي بيونغ تشول (1938-1966)[المؤسس]
2. لي مانج-هي (1966–1968)،  النجل الأول للي بيونغ تشول
3. لي بيونغ تشول(1968-1987) مرة آخرى
4. لي كون-هي (1987-2008)، الابن الثالث للي بيونغ تشول
5. لي سو بين (2008-2010)
6. لي كون هي (2010-2020)

## عمليات
تضم سامسونج حوالي 80 شركة.  متنوع وللغاية، مع أنشطة في مجالات من بينها البناء، الإلكترونيات الاستهلاكية، الخدمات المالية، وبناء السفن والخدمات الطبية.
في السنة المالية 2009، أعلنت شركة سامسونج عن إيرادات مجمعة قدرها 220 تريليون وون كوري (172.5 مليار دولار). في السنة المالية 2010، أعلنت شركة سامسونج عن إيرادات مجمعة قدرها 280 تريليون وون كوري (258 مليار دولار أمريكي)، وأرباح 30 تريليون وون كوري (27.6 مليار دولار أمريكي) (على أساس سعر صرف وون كوري - دولار أمريكي يبلغ 1084.5 وون كوري لكل دولار أمريكي، السعر الفوري اعتبارًا من 19 أغسطس 2011).  لا تشمل هذه المبالغ الإيرادات من جميع الشركات التابعة لسامسونج الموجودة خارج كوريا الجنوبية.

### الشركات التابعة
اعتبارًا من أبريل 2011، ضمت مجموعة سامسونج 59 شركة غير مدرجة و 19 شركة مدرجة، وكلها مدرجة في القائمة الرئيسية في بورصة كوريا.
تم إدراج شركة أيس ديجيتيتش في بورصة كوريا (رقم 036550).
تم إدراج شركة شيل للصناعة في بورصة كوريا (رقم 001300).
شيل في جميع أنحاء العالم مدرجة في بورصة كوريا (رقم 030000).
كريدو مدرج في بورصة كوريا (رقم 067280).
تم إدراج أي ماركت كوريا في بورصة كوريا (رقم 122900).
تم إدراج بطاقة سامسونج في بورصة كوريا (رقم 029780).
سامسونج أس دي سي هي شركة خدمات تكنولوجيا معلومات متعددة الجنسيات يقع مقرها الرئيسي في سيول. تأسست في مارس 1985. نشاطها الرئيسي هو توفير نظام تكنولوجيا المعلومات (تخطيط موارد المؤسسات، البنية التحتية لتكنولوجيا المعلومات، استشارات تكنولوجيا المعلومات، الاستعانة بمصادر خارجية لتكنولوجيا المعلومات، مركز البيانات). تعد سامسونج أس دي سي أكبر شركة لخدمات تكنولوجيا المعلومات في كوريا. وقد حققت إجمالي إيرادات بلغت 6,105.9 مليار وون (5.71 مليار دولار أمريكي) في عام 2012.
شركة سامسونج سي أند تي مدرجة في بورصة كوريا (000830).
تأسست شركة سامسونج إلكترو-ميكانيك في عام 1973 كشركة مصنعة للمكونات الإلكترونية الرئيسية، ويقع المقر الرئيسي لها في سوانو، جيونجي-دو، كوريا الجنوبية. وهي مدرجة في بورصة كوريا (رقم 009150).
يقع مقر معهد سامسونج المتقدم للتكنولوجيا (SAIT)، الذي تأسس في عام 1987، في سوون ويدير مختبرات أبحاث حول العالم.

#### سامسونج للإلكترونيات
المقال الرئيسي: إلكترونيات سامسونج
سامسونج للإلكترونيات هي شركة متعددة الجنسيات للإلكترونيات وتكنولوجيا المعلومات مقرها في سوون والشركة الرائدة في مجموعة سامسونج.  تشمل منتجاتها مكيفات الهواء وأجهزة الكمبيوتر وأجهزة التلفزيون الرقمية والصمامات الثنائية الباعثة للضوء العضوية النشطة (AMOLEDs) والهواتف المحمولة والشاشات والطابعات والثلاجات وأشباه الموصلات ومعدات شبكات الاتصالات.  هي أكبر شركة لتصنيع الهواتف المحمولة في العالم من حيث مبيعات الوحدات في الربع الأول من عام 2012، بحصة سوقية عالمية تبلغ 25.4٪.  كما أنها ثاني أكبر صانع لأشباه الموصلات في العالم بإيرادات عام 2011 (بعد إنتل).
شركة سامسونج للإلكترونيات مدرجة في بورصة كوريا (رقم 005930).

#### سامسونج الهندسية
المقال الرئيسي: سامسونج الهندسية المحدودة
سامسونج الهندسية هي شركة إنشاءات متعددة الجنسيات مقرها في سيول. تأسست في يناير 1969. نشاطها الرئيسي هو بناء مصانع تكرير النفط. منشآت المنبع للنفط والغاز ؛ مصانع البتروكيماويات ومصانع الغاز ؛ مصانع صناعة الصلب محطات توليد الطاقة ؛ مرافق معالجة المياه. والبنية التحتية الأخرى.  حققت إيرادات إجمالية قدرها 9298.2 مليار وون (8.06 مليار دولار أمريكي) في عام 2011.
شركة سامسونج الهندسية مدرجة في بورصة كوريا (رقم 02803450).

#### سامسونج ايفرلاند
تغطي سامسونج ايفرلاند القطاعات الثلاثة الرئيسية وهي البيئة والأصول وثقافة الطعام والمنتجع.

#### سامسونج للكيماويات الدقيقة
تم إدراج سامسونج للكيماويات الدقيقة في بورصة كوريا (رقم 004000).

#### سامسونج للتأمين ضد الحريق والتأمين البحري
سامسونج للتأمين ضد الحريق والتأمين البحري هي شركة تأمين عام متعددة الجنسيات مقرها في سيول.  تم تأسيسها في يناير 1952 تحت اسم كوريا أنبو للتأمين ضد الحريق والتأمين البحري وتم تغيير اسمها إلى سامسونج للتأمين ضد الحريق والتأمين البحري في ديسمبر 1993.  سامسونج للتأمين ضد الحريق والتأمين البحري الخدمات بما في ذلك التأمين ضد الحوادث والتأمين على السيارات والتأمين ضد الحوادث والتأمين ضد الحريق، تأمين المسؤولية، التأمين البحري، والمعاشات التقاعدية الشخصية والقروض.  اعتبارًا من مارس 2011 كان لديها عمليات في 10 دول و 6.5 مليون عميل. حققت سامسونج للتأمين ضد الحريق والتأمين البحري إجمالي دخل أقساط قدره 11.7 مليار دولار في عام 2011 وإجمالي أصول 28.81 مليار دولار في 31 مارس 2011. وهي أكبر مزود للتأمين العام في كوريا الجنوبية. تم إدراج سامسونج للتأمين ضد الحريق والتأمين البحري في بورصة كوريا للأوراق المالية منذ عام 1975 (رقم 000810).

#### سامسونج للصناعات الثقيلة
سامسونج للصناعات الثقيلة هي شركة لبناء السفن والهندسة مقرها في سيول. تأسست في أغسطس 1974. منتجاتها الرئيسية هي ناقلات البضائع السائبة وسفن الحاويات وناقلات النفط الخام والطرادات وعبارات الركاب ومعدات مناولة المواد الصلب وهياكل الجسور.  حققت إيرادات إجمالية بلغت 13,358.6 مليار وون في عام 2011 وهي ثاني أكبر شركة لبناء السفن في العالم من حيث الإيرادات (بعد شركة هيونداي للصناعات الثقيلة).
تم إدراج سامسونج للصناعات الثقيلة في بورصة كوريا (رقم 010140).

#### سامسونج للتأمين على الحياة
المقال الرئيسي: سامسونج للتأمين على الحياة
شركة سامسونج للتأمين على الحياة سي أو، أل تي دي. هي شركة متعددة الجنسيات للتأمين على الحياة مقرها في سيول. تأسست في مارس 1957 تحت اسم دونجبانج للتأمين على الحياة وأصبحت شركة تابعة لمجموعة سامسونج في يوليو 1963.  يتمثل النشاط الرئيسي لشركة سامسونج الحياة في توفير منتجات وخدمات التأمين على الحياة الفردية والأقساط السنوية. اعتبارًا من ديسمبر 2011 كان لديها عمليات في سبع دول، 8.08 مليون عميل و 5975 موظفًا.  بلغ إجمالي مبيعات سامسونج الحياة 22,717 مليار وون في عام 2011 وإجمالي أصول 161,072 مليار وون في 31 ديسمبر 2011.  وهي أكبر مزود للتأمين على الحياة في كوريا الجنوبية.
تم إدراج سامسونج للتأمين على الحياة في بورصة كوريا (رقم 032830)

#### سامسونج لأدوات الآلات
تُعد سامسونج لأدوات الآلات في أميركا موزعًا وطنيًا للآلات في الولايات المتحدة. سامسونج جي أم لأدوات الآلات هو المكتب الرئيسي في الصين، وهي شركة SMEC ليجال مدمجة.

#### مركز سامسونج الطبي
تأسس مركز سامسونج الطبي في 9 نوفمبر 1994، تحت فلسفة «المساهمة في تحسين صحة الأمة من خلال أفضل الخدمات الطبية، والبحوث الطبية المتقدمة، وتطوير الكوادر الطبية المتميزة». يتكون مركز سامسونج الطبي من مستشفى ومركز للسرطان. يقع المستشفى في مبنى ذكي بمساحة تزيد عن 200000 متر مربع و 20 طابقًا فوق الأرض و 5 طوابق تحت الأرض، ويضم 40 قسمًا و 10 مراكز متخصصة و 120 عيادة خاصة و 1306 أسرة.
يتألف مركز السرطان الذي يضم 655 سريرًا من 11 طابقًا فوق الأرض و 8 طوابق تحت الأرض، بمساحة تزيد عن 100000 متر مربع. SMC هو مستشفى من الدرجة الثالثة يعمل به ما يقرب من 7400 موظف بما في ذلك أكثر من 1200 طبيب و 2300 ممرض. منذ تأسيسه، نجح مركز سامسونج الطبي في دمج وتطوير نموذج متقدم تحت شعار أن يصبح «مستشفى يركز على المريض»، وهو مفهوم جديد في كوريا.

#### سامسونج SDI
تم إدراج سامسونج SDI في بورصة كوريا (رقم 006400). في 5 ديسمبر 2012، فرض منظم مكافحة الاحتكار في الاتحاد الأوروبي غرامة مالية على شركة سامسونج SDI والعديد من الشركات الكبرى الأخرى بسبب تثبيت أسعار أنابيب أشعة الكاثود التلفزيونية في كارتلتين دامت ما يقرب من عقد من الزمان.  SDI أيضا يبني بطاريات ليثيوم أيون لل سيارات الكهربائية مثل I3 BMW، وحصلت ماغنا شتاير مصنع للبطاريات الصورة قرب غراتس في عام 2015.  بدأت SDI باستخدام " 21700 " تنسيق الخلية في أغسطس عام 2015.  تخطط سامسونج لتحويل مصنعها في غويد، المجر لتزويد 50,000 سيارة سنويًا.  أنتجت سامسونج SDI أيضًا شاشات CRT و VFD حتى عام 2012.

#### سامسونغ للأوراق المالية
تم إدراج سامسونج للأوراق المالية في بورصة كوريا (رقم 016360).

#### سامترون
كانت سامترون شركة تابعة لشركة سامسونج حتى عام 1999 عندما أصبحت مستقلة. بعد ذلك، استمرت في صنع شاشات الكمبيوتر وشاشات البلازما حتى عام 2003، أصبحت سامترون شركة سامسونج عندما كانت سامترون علامة تجارية. في عام 2003، تم إعادة توجيه الموقع إلى سامسونج.

#### فنادق ومنتجعات شيلا
تم افتتاح فندق شيلا (المعروف أيضًا باسم «الشيلا») في مارس 1979، عقب نية الراحل لي بيونغ-شول، مؤسس مجموعة سامسونج. تم إدراج فنادق ومنتجعات شيلا في بورصة كوريا (رقم 008770).

#### شركة أس -1
تأسست أس -1 كأول شركة أمنية متخصصة في كوريا في عام 1997 وحافظت على مكانتها في قمة الصناعة مع الاستعداد المستمر لمواجهة التحديات. شركة أس 1 مدرجة في بورصة كوريا (رقم 012750).

### الانضمام للمغامرات
أقامت شركة كوريا للزراعة-وصيد الأسماك التي تديرها الدولة المشروع، أي تي للحبوب سي أو. في شيكاغو، مع ثلاث شركات كورية جنوبية أخرى، وتمتلك كوريا للزراعة-وصيد الأسماك 55٪ من أي تي للحبوب، في حين أن سامسونج سي أند تي وهانجين للمواصلات سي أو، وشركة أس تي اكس تمتلك كل منهم 15 بالمائة.
شركة بروك للتشغيل الآلي في آسيا سي أو، أل تي دي. هي مشروع مشترك بين بروك للتشغيل الآلي (70٪) وسامسونج (30٪) والتي تم تأسيسها في عام 1999. يقوم المشروع محليًا بتصنيع وتكوين منصات معالجة بسكويت الويفر الفراغية و 300مم فرونت - أوبين وبين بود (أف أو وبي) وحدات منفذ التحميل وتصميم وتصنيع وتكوين أنظمة التحميل الجوي لشاشات العرض المسطحة.
تأسست شركة بوسس - أس أل بي سي سرو في عام 2007 كشركة تابعة لشركة سامسونج سي أند تي وسامسونج سي أند تي ألمانيا وشركة بوسكو.
إن شركة سامسونج الصينية للطيران وتأمين الحياة هي مشروع مشترك بنسبة %50 و %50 بين سامسونج لتأمين الحياة وشركة الصين الوطنية لأرصدة الطائرات. تأسست في بكين في يوليو 2005.
ستكون سامسونج بايولوجيك مملوكة بشكل مشترك. ستمتلك كل من سامسونج للإلكترونيات سي أو، وسامسونج إيفيرلاند إنك. حصة 40 في المائة في المشروع، مع حصة كل من سامسونج سي أند تي كورب. ودورهام، ومقرها نورث كارولينا، كوينتايلز ،10 في المائة. وسوف التعاقد مستحضرات الأدوية المصنوعة من الخلايا الحية، وخطط سامسونج المجموعة للتوسع في إنتاج نسخ من المواد البيولوجية بما في ذلك ريتوكسان، وسرطان الدم وسرطان الغدد الليمفاوية العلاج المباعة من قبل شركة روش هولدنج وشركة إربد بيوجين.
سامسونج بيوبيس هو مشروع مشترك بين سامسونج بيولوجيك (85٪) وبيوجين إيديك ومقرها الولايات المتحدة (15٪).  في عام 2014، وافقت بيوجين إيديك على تسويق منتجات البدائل الحيوية المستقبلية المضادة لعامل نخر الورم في أوروبا من خلال سامسونج بيوبيس.
سامسونج بي بي"BP" للكيمياء، ومقرها في أولسان، هي مشروع مشترك بين سامسونج (بنسبة 51%) وشركة BP ومقرها المملكة المتحدة (بنسبة 49%)، والتي تأسست في عام 1989 لإنتاج وتوريد منتجات كيميائية ذات قيمة مضافة عالية. تستخدم منتجاتها في البطاريات القابلة لإعادة الشحن وشاشات الكريستال السائل.
سامسونج كورنينج للزجاج الدقيق هو مشروع مشترك بين سامسونج وكورنينج، والذي تم تأسيسه في عام 1973 لتصنيع وتسويق زجاج أنبوب أشعة الكاثود لأجهزة التلفزيون بالأبيض والأسود. تم افتتاح أول منشأة لتصنيع ركائز زجاج LCD في جومي، كوريا الجنوبية، في عام 1996.
سامسونج سوميتومو لمعدات أل إي دي، عبارة عن مشروع مشترك مقره كوريا بين سامسونج أل إي دي سي أو، أل تي دي. صانع أل إي دي مقره في سوون، ومقرها كوريا، ومقرها اليابان سوميتومو كيميكال. سيجري المشروع المشترك البحث والتطوير والتصنيع والمبيعات لركائز الياقوت لمصابيح LED.
أس بي ليموتيف هي شركة مشتركة بنسبة %50:%50 بين روبرت بوش جمبش (المعروفة باسم بوش) وسامسونج اس دي إي التي تأسست في يونيو 2008. يقوم المشروع المشترك بتطوير وتصنيع بطاريات ليثيوم أيون لاستخدامها في المركبات الهجينة والمركبات الهجينة الكهربائية مركبات.
تأسست شركة أس دي فليكس سي أو. أل تي دي. في أكتوبر 2004 كمشروع مشترك بين سامسونج ودوبونت، إحدى أكبر شركات الكيماويات في العالم.
تمتلك سيرماتيتش كوريا 51٪ من أسهم شركة سيرماتيتش العالمية الأمريكية، بينما تمتلك سامسونج النسبة المتبقية البالغة 49٪. وهي شركة متخصصة في عمليات بناء الطائرات مثل اللحام الخاص والنحاس.
سامسونج لتأمين الحياة في سيام: تمتلك كل من سامسونج لتأمين الحياة ومجموعة ساها حصة 37.5٪ في المشروع المشترك، بينما يمتلك بنك تاناشارت النسبة المتبقية البالغة 25٪.
سيلترونيك سامسونج وافر بي تي إي. أل تي دي، المشروع المشترك من قبل سامسونج والمملوكة بالكامل لشركة واكر شيمي الفرعية سيلترونيك، تم افتتاحها رسميًا في سنغافورة في يونيو 2008.
أس أم بي أل تي دي. هي مشروع مشترك بين سامسونج للكيمياء وأم إي أم سي. تقوم شركة أم إي أم سي للمعدات الإلكترونيات إي أن سي وإحدى الشركات التابعة لمجموعة سامسونج الكورية بتشكيل مشروع مشترك لبناء مصنع البولي سيليكون.
ستيكو هو مشروع مشترك تم تأسيسه بين سامسونج للإلكترونيات وتوراي للصناعة اليابانية في عام 1995.
ستيمكو هو مشروع مشترك تم تأسيسه بين سامسونج إلكترو-ميكانيك وتوراي للصناعة في عام 1995.
شركة توشيبا سامسونج لتخزين التكنولوجيا (TSST) هي مشروع مشترك بين سامسونج للإلكترونيات وتوشيبا اليابانية المتخصصة في تصنيع محركات الأقراص الضوئية. تم تأسيس TSST في عام 2004، وتمتلك توشيبا 51٪ من أسهمها، بينما تمتلك سامسونج النسبة المتبقية البالغة 49٪.

#### ديفنكت
في عام 1998، أنشأت سامسونج مشروعًا مشتركًا في الولايات المتحدة مع كومباك - يسمى ألفا لمراجعة المعلومات إي أن سي (API) - لمساعدتها على دخول سوق المعالجات المتطورة. كان المشروع يهدف أيضًا إلى توسيع نطاق أعمال الرقائق غير المتعلقة بالذاكرة من سامسونج من خلال تصنيع معالجات ألفا. في ذلك الوقت، استثمرت سامسونج وكومباك 500 مليون دولار في ألفا لمراجعة المعلومات.
كانت شركة جي إي سامسونج للإضاءة مشروعًا مشتركًا بين سامسونج وشركة جي إي للإضاءة التابعة لشركة جينيرال الكتريك. تم إنشاء المشروع في عام 1998 وتم تفكيكه في عام 2009.
كانت جلوبل ستيل إكشينج مشروعًا مشتركًا تم إنشاؤه في عام 2000 بين سامسونج وكارجيل ومقرها الولايات المتحدة ومجموعة دوفيركو ومقرها سويسرا وترايديربيد ومقرها لوكسمبورغ (وهي الآن جزء من ارسيلور ميتال)، للتعامل مع شراء وبيع الصلب عبر الإنترنت.
كانت أس -أل سي دي مشروعًا مشتركًا بين سامسونج للإلكترونيات (50٪ زائد سهم واحد) وشركة سوني اليابانية (50٪ ناقص سهم واحد) التي تأسست في أبريل 2004. في 26 ديسمبر 2011، أعلنت شركة سامسونج للإلكترونيات أنها سوف الحصول على جميع أسهم سوني في المشروع.

#### الشركات المملوكة جزئياً

##### أتلانتيكو سول
تمتلك سامسونج للصناعات الثقيلة 10٪ من شركة بناء السفن البرازيلية أتلانتيكو سول، التي يُعد حوض أتلانتيكو سول لبناء السفن أكبر حوض بناء سفن في أمريكا الجنوبية. و جواو كانديدو، أكبر سفينة في البرازيل، تم بناؤه من قبل أتلانتيكو سول مع تكنولوجيا مرخصة من قبل شركة سامسونج للصناعات الثقيلة.  لدى الشركات اتفاقية مساعدة فنية يتم من خلالها نقل التصميم الصناعي وهندسة السفن وغيرها من الخبرات إلى أتلانتيكو سول.

##### مجموعة دي جي بي المالية
تمتلك سامسونج لتأمين الحياة حاليًا 7.4٪ من أسهم شركة دي جي بي االمصرفية لمالية الكورية الجنوبية، مما يجعلها أكبر مساهم.

##### شركة كورنينج
استحوذت سامسونغ على 7.4٪ من شركة كورنينج لصناعة زجاج الغوريلا، ووقعت صفقة توريد طويلة الأجل.

##### محرك دوسان
تمتلك سامسونج للصناعات الثقيلة حاليًا 14.1٪ من أسهم محرك دوسان، مما يجعلها ثاني أكبر مساهم.

##### صناعات الفضاء الكورية
تمتلك سامسونج تيتشوين حاليًا حصة 10٪ في شركة كوريا لصناعات الطيران (KAI). ومن بين المساهمين الرئيسيين الآخرين شركة كوريا المالية المملوكة للدولة (26.75٪)، هيونداي موتور (10٪) ودوسان (10٪).

##### أم إي أم سي كوريا
مشروع مشترك بين أم إي أم سي وشركة سامسونج للإلكترونيات أل تي دي. في عام 1990، دخلت أم إي أم سي في اتفاقية مشروع مشترك لبناء مصنع للسيليكون في كوريا.

##### بانتيتش
سامسونج تشتري 10٪ من أسهم شركة الهواتف المنافسة Pantech.

##### رامبوس إنكوربوريتد
تمتلك سامسونج حاليًا 4.19٪ من رامبوس إنكوربوريتد.

##### رينو سامسونج موتورز
تمتلك سامسونج حاليًا 19.9 ٪ من شركة تصنيع السيارات رينو سامسونج موتورز.

##### تكنولوجيا سيجيت
تمتلك سامسونج حاليًا 9.6٪ من سيجات Technology، مما يجعلها ثاني أكبر مساهم. بموجب اتفاقية المساهمين، يحق لشركة Samsung ترشيح مدير تنفيذي لمجلس إدارة Seagate.

##### شركة شارب (charp)
تمتلك سامسونج 3٪ من شركة شارب كوربورايشن المنافسة.

##### سنجين جيوتيك
تمتلك سامسونج للهندسة حصة 10٪ في سنجين جيوتك، وهي شركة حفر نفطية بحرية تابعة لشركة بوسكو.

###### تايلور للطاقة
تايلور للطاقة هي شركة نفط أمريكية مستقلة تقوم بالتنقيب في خليج المكسيك ومقرها نيو أورلينز، لويزيانا.  تمتلك شركة سامسونج للزيت والغاز في الولايات المتحدة الأميركية، التابعة لشركة سامسونج، حاليًا 20٪ من شركة تايلور للطاقة.

##### واكوم
تمتلك سامسونج 5٪ من واكوم.

## الخلافات

### فضائح مالية
في عام 2007، ادعى كبير محامي سامسونج السابق كيم يونغ تشول انه متورط في رشوة وتزوير الأدلة نيابة عن رئيس مجلس إدارة المجموعة، لي كون هي، والشركة. وقال كيم إن محامي سامسونج دربوا المديرين التنفيذيين ليكونوا كبش فداء في «سيناريو ملفق» لحماية لي، على الرغم من أن هؤلاء التنفيذيين لم يشاركوا. كما أخبر كيم وسائل الإعلام أنه تم «تهميشه» من قبل شركة سامسونج بعد أن رفض دفع رشوة قدرها 3.3 مليون دولار لقاضي المحكمة الفيدرالية الأمريكية الذي يترأس قضية حيث أدين اثنان من مديريها التنفيذيين بتهم تتعلق بتثبيت أسعار شرائح الذاكرة.. كشف كيم أن الشركة جمعت عددًا كبيرًا من الأموال السرية من خلال حسابات مصرفية تم فتحها بشكل غير قانوني بأسماء ما يصل إلى 1000 مدير تنفيذي في سامسونج - باسمه، تم فتح أربعة حسابات لإدارة 5 مليارات وون.

### مخاوف مكافحة الاحتكار
قال وو سوك هون، مقدم برنامج اقتصادي شهير في بودكاست: «يمكنك حتى القول إن رئيس سامسونج أقوى من رئيس كوريا الجنوبية. لقد أصبح الكوريون الجنوبيون يفكرون في سامسونج على أنها لا تقهر وفوق القانون». و اشنطن بوست مقالة تحت عنوان «كوريا في الجنوب، وجمهورية سامسونج»، التي نشرت في 9 ديسمبر 2012. النقاد زعموا أن سامسونج خرج الشركات الصغيرة، مما يحد من الخيارات للمستهلكين الكورية الجنوبية وتواطأت أحيانا مع زميل عمالقة ل أسعار الإصلاح في حين البلطجة أولئك الذين التحقيق. قال لي جونغ هي، المرشح الرئاسي الكوري الجنوبي، في إحدى المناظرات، «سامسونج لديها الحكومة في يديها. سامسونج تدير عالم القانون والصحافة والأكاديميين والبيروقراطية».

### التسويق الفيروسي
تحقق لجنة التجارة العادلة في تايوان في قضية سامسونج ووكالتها الإعلانية التايوانية المحلية بشأن الدعاية الكاذبة. بدأت القضية بعد أن تلقت اللجنة شكاوى تفيد بأن الوكالة استأجرت طلابًا لمهاجمة منافسي سامسونج للإلكترونيات في المنتديات عبر الإنترنت.  شركة سامسونج في تايوان إعلانًا على صفحتها على فيسبوك ذكرت فيه أنها لم تتدخل في أي تقرير تقييم وأوقفت حملات التسويق عبر الإنترنت التي شكلت نشر المحتوى أو الرد عليه في المنتديات عبر الإنترنت.

### انتهاكات العمل
كانت سامسونج موضوع العديد من الشكاوى حول عمالة الأطفال في سلسلة التوريد الخاصة بها من 2012 إلى 2015.في يوليو 2014، قطعت سامسونج عقدها مع شينيانج للإلكترونيات بعد أن تلقت شكوى بشأن انتهاك الشركة لقوانين عمالة الأطفال.  تقول شركة سامسونج أن تحقيقها كشف عن أدلة على استخدام شينيانج لعمال دون السن القانونية وأنها قطعت العلاقات على الفور وفقًا لسياسة «عدم التسامح» مع انتهاكات عمالة الأطفال.تم انتقاد أحد مصانع موردي سامسونغ الصينية، ايش إي جي، لاستخدامه عمال دون السن القانونية من قبل مراقبة الأعمال في الصين سي أل دبليو (CLW) في يوليو 2014. أنكر ايش إي جي الاتهامات ورفعت دعوى قضائية ضد مراقبة الأعمال في الصين.
أصدرت سي أل دبليو بيانًا في أغسطس 2014 يزعم أن ايش إي جي وظفت أكثر من عشرة أطفال دون سن 16 عامًا في مصنع في هويتشو، قوانغدونغ. قالت المجموعة إن الطفل الأصغر كان يبلغ من العمر 14 عامًا.قالت سامسونغ إنها أجرت تحقيقًا في الموقع لخط الإنتاج تضمن مقابلات فردية، لكنها لم تجد أي دليل على استخدام عمالة الأطفال. ردت سي أل دبليو بأن ايش إي جي قد فصلت بالفعل العمال الموصوفين في بيانها قبل وصول محققي سامسونج.
زعمت سي أل دبليو أيضًا أن ايش إي جي انتهكت قواعد العمل الإضافي للعمال البالغين. قالت سي أل دبليو إن طالبة جامعية لم تحصل إلا على أجرها القياسي على الرغم من عملها أربع ساعات إضافية في اليوم على الرغم من أن القانون الصيني يتطلب أجرًا إضافيًا يتراوح بين 1.5 إلى 2.0 ضعف الأجر القياسي.

### تحديد السعر
في 19 أكتوبر 2011، تم تغريم شركات سامسونج بمبلغ 145.727.000 يورو لكونها جزءًا من كارتل أسعار لعشر شركات ل درامز الذي استمر من 1 يوليو 1998 إلى 15 يونيو 2002. تلقت الشركات، مثل معظم الأعضاء الآخرين في الكارتل، 10 - تخفيض النسبة المئوية لإقرار الحقائق للمحققين. اضطرت شركة سامسونج إلى دفع 90 ٪ من حصتها في التسوية، لكن شركة ميكرون تجنبت الدفع نتيجة للكشف عن القضية في البداية للمحققين.
في كندا، خلال عام 1999، تآمر بعض مصنعي الرقائق الدقيقة درام لإصلاح الأسعار، ومن بين المتهمين سامسونج. تم التحقيق في إصلاح الأسعار في عام 2002. بدأ الركود في الظهور في ذلك العام، وانتهى إصلاح السعر. ومع ذلك، في عام 2014، أعادت الحكومة الكندية فتح القضية وحققت بصمت. تم العثور على أدلة كافية وتقديمها إلى سامسونج واثنين من الشركات المصنعة الأخرى خلالجلسة دعوى جماعية. اتفقت الشركات على اتفاقية بقيمة 120 مليون دولار، مع 40 مليون دولار كغرامة، و 80 مليون دولار يتم سدادها للكنديين الذين اشتروا جهاز كمبيوتر أو طابعة أو مشغل MP3 أو وحدة تحكم ألعاب أو كاميرا من أبريل 1999 إلى يونيو 2002.

### المبيعات غير القانونية للذاكرة الحيوية في الولايات المتحدة الأمريكية
في عام 1987، أمرت لجنة التجارة الدولية بالولايات المتحدة مجموعة سامسونج في كوريا الجنوبية ببيع رقائق الكمبيوتر بشكل غير قانوني في الولايات المتحدة دون الحصول على ترخيص من مخترع الرقائق، شركة الأدوات في تكساس أي أن سي. يتطلب الأمر من سامسونج دفع غرامة لشركة ادوات تكساس في غضون الأسابيع المقبلة. بخلاف ذلك، سيتم حظر مبيعات جميع شرائح ذاكرة الوصول العشوائي الديناميكية التي تصنعها سامسونج وجميع المنتجات التي تستخدم الرقائق في الولايات المتحدة. يشمل الحظر لوحات الدوائر والمعدات التي تسمى الحزم أحادية الخط التي تصنعها شركات أخرى تستخدم دي-رام من صنع سامسونج مع 64000 أو 256000 حرف من الذاكرة. كما يغطي أيضًا أجهزة الكمبيوتر وأجهزة الفاكس وبعض معدات الاتصالات السلكية واللاسلكية والطابعات التي تحمل أيًا من شرائح سامسونج.

## الشعار
- من 2013 حتى الآن.
- من 1993 حتى 2013.
- من 1980 حتى 1992
- من 1980 حتى 1992
- من 1969 حتى 1979
- من 1938 حتى 1958.

## وصلات خارجية
- سامسونغ على موقع ميوزك برينز (الإنجليزية)
- الموقع الرسمي